# Пиролюзит
Пиролюзи́т — минерал, диоксид марганца (MnO2). Непрозрачный, цвет чёрный или серо-стальной. Кристаллы мелкие, имеют игольчатый или столбчатый облик. Пиролюзит обладает полупроводниковыми и пьезоэлектрическими свойствами. В соляной кислоте растворяется с выделением хлора. Кристаллическая разновидность пиролюзита иногда называется полианитом (устаревший термин).

## Применение
Молотый натуральный и синтетический пиролюзит (т. н. электролитический диоксид марганца, "ЭДМ") применяют в производстве гальванических элементов и батарей,
- для получения катализаторов типа гопкалита в специальных противогазах для защиты от СО.
- Из пиролюзита получают перманганат калия и соли марганца.
- В стекольном производстве пиролюзит применяют для обесцвечивания зеленых стекол,
- в лакокрасочном — для изготовления олифы и масла,
- в кожевенной — для выделки хромовых кож.

Выплавка ферромарганца
Учёные определили, что кусочки пиролюзита из пещеры Пеш-де-Лазе в южной Франции сложены исключительно из диоксида марганца. Возможно, неандертальцы использовали этот минерал в качестве окислителя и катализатора реакций окисления и горения.